# 高吸水性聚合物

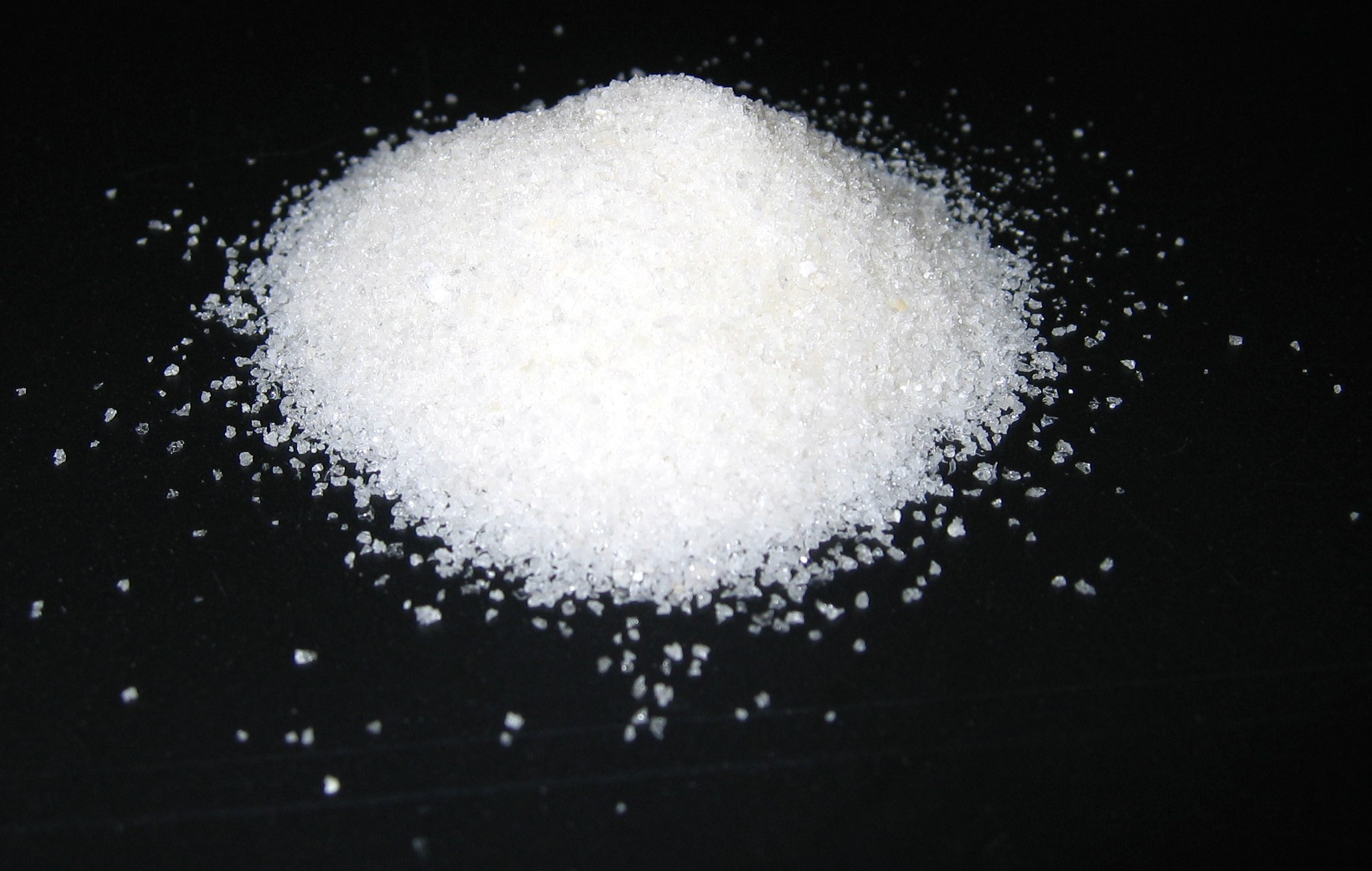
高吸水性聚合物

高吸水性聚合物（Superabsorbent polymers，简称SAP，也叫高吸水性树脂），是一种能够吸收并保留相对于其本身质量要大得很多的液体的新型功能高分子材料。
吸水高分子，属于水凝胶，能够通过和水分子连接的氢键吸收溶液。因此，高吸水性分子吸水能力受溶液离子浓度影响。在去离子水和蒸馏水中，高吸水性高分子可以吸收500倍于本身重量（30-60倍于本身体积），但是如果放入0.9%盐水中，吸收能力下降到50倍于本身重量。溶液中的价态阳离子的出现会妨碍高分子与水分子形成价键的能力。
总吸收性和膨胀能力由和高分子的交联类型和交联度所控制。低密度交联高吸水性高分子通常具有较高吸水能力，并膨胀到比较大的程度。高交联密度的高分子显示出来低吸收能力和膨胀能力。胶的强度较强，能在适当的压力下保持颗粒的形状。
高吸水性高分子最大的用途是一次性个人卫生用品，比如小孩儿尿布，成人安全内裤和卫生巾。而卫生棉条由于担心和中毒性休克症有关，自1980年代開始不再使用高吸水性高分子。高吸水性高分子也被也可用于阻止水或地下电力通信电缆，园艺保水剂，以及废物的泄漏控制水的渗透液，以及电影或者舞台剧中人工造雪。1978年，日本首次将其投入商业化应用，用在了卫生巾上，而美国最早将其用来照顾居家病人的一次性床垫。

## 历史
直到1980年代，吸水材料还是纤维素或基于纤维的产品，主要包括棉纸，棉花，海绵和绒毛浆。这些材料的保水率最多就是自重的20倍。
1960年代早期，美国农业部进行改善土壤保水率的材料的研究。他们开发了基于聚合物嫁接到淀粉分子主链上的树脂。淀粉丙烯腈共聚物水解产品能够吸收自重400多倍的水。并且，这种胶不会像纤维基吸收材料那样释放水。
这种高分子被称为“超级吸湿材料”。美国农业部将这种技术的内情转给一些美国公司，来寻求这一基本技术的进一步发展。尝试了大范围的组合，包括丙烯酸，丙酰胺和聚乙烯醇（PVA）。
丙烯腈/丙酰胺共聚物曾被设计用来含高电解质/矿物质的条件下，并且在大量干/湿循环下的长期稳定性。主要用于农业和园艺业。和高强度的丙酰胺单体可以用做医用泄漏控制剂，电线电缆的防水。

## 当代合成

### 共聚物化学
高吸水性高分子通常在引发剂的存在下由丙烯酸和氢氧化钠混合进行聚合来生成聚丙烯酸钠（有时指的是丙烯腈钠）。这种聚合物是现在世界上高吸水性高分子中最普通的类型。其他材料也被用来生产高吸水性高分子，诸如聚丙烯酰胺共聚物，乙烯与马来酸酐共聚物，交联羧甲基纤维素，聚乙烯醇共聚物，交联聚环氧乙烷和淀粉接枝聚丙烯腈共聚物。淀粉接枝聚丙烯腈共聚物是最早的高吸水性高分子形态。
现在高吸水性高分子主要用下面两种方法中的一种生产：溶液聚合或悬浮聚合。两种过程和其他的比起来都有优点，也能产出质量一致的产品。

### 溶液聚合
溶液聚合物以溶液的形式提供粒状聚合物的吸水性，在用前可以将溶液和密封罐蒸馏。管子上可以涂上大多数底物，用来饱和。在特定温度下干燥一定时间，结果是底层附上具有高吸水性的物质。比如，这个化学可以直接用在电线或电缆上，尽管这个过程针对辊状物体或者层状底物组分进行特别的优化。
溶液聚合现在是高吸水性高分子生产最普通的过程。这一过程有效，通常耗费较低。溶液过程采用水基单体来生产一定量的反应聚合胶。聚合的反应能（放热）被用来驱动这一过程，来减少生产成本。反应物聚合物胶然后被粉碎，干燥并研磨到最终的粒径。任何提高高吸水性高分子性能的措施通常在最终粒径完成后进行。

### 悬浮聚合
有些公司实践了悬浮液过程，因为在聚合过程中，它可以提供较高的生产控制和产品工程水平。这一过程，将水基反应物悬浮在烃基溶液。最终的结果是悬浮聚合能够在反应器中生成初级高分子颗粒而不是在反应后机械粉碎。在反应阶段中或者后也可以进行性能增强。

## 用途
- 水弹
- 蜡烛[來源請求]
- 复合材料和层压板
- 杀虫剂和除草剂的釋放控制（或用於某些生醫藥物的釋放控制研究）
- 尿布和失禁服
- 饲料昆虫的防淹死水源
- 过滤应用
- 阻燃凝胶
- 香水携带剂
- 青蛙带（设计用于乳胶漆的高科技胶带）
- 水胀玩具 （例如：水晶寶寶）
- 冷热治疗包
- 保冷劑 （冷藏或冷凍配送時使用）
- 医疗废物固定化
- 尸垫
- 不动水床
- 泄漏控制
- 手术垫
- 盆栽土壤（例如：魔晶土）
- 废物稳定及环境整治
- 植物的保水和供水
- 电线电缆阻水
- 伤口敷料
- 航空燃油监控系统

## 參看
- 高分子材料
- 聚丙烯酸钠
- 塑料污染

## 引用
1. ↑  Horie, K, et. al, 890.